# Nørre Dalby Sogn
Nørre Dalby Sogn ist eine Kirchspielsgemeinde (dän.: Sogn) auf der dänischen Insel Seeland.
Bis 1970 gehörte sie zur Harde Ramsø Herred im damaligen Roskilde Amt, danach zur Skovbo Kommune, die wiederum im Zuge der Kommunalreform zum 1. Januar 2007 in der erweiterten Køge Kommune als Teil der Region Sjælland aufgegangen ist.
Am 1. Januar 2023 lebten 2132 Einwohner im Kirchspiel, davon 551 im Kirchort Nørre Dalby. Die „Nørre Dalby Kirke“ liegt auf dem Gebiet der Gemeinde.
Nachbargemeinden sind im Nordosten Ejby Sogn, im Süden Bjæverskov Sogn, im Westen Kimmerslev Sogn sowie im Nordwesten Borup Sogn. Ebenfalls zum Gemeindegebiet gehören drei kleinere Areale im Westen des Kimmerslev Sogn.